# برج ماتکال
برج ماتکال (انگلیسی: Matcal Tower) یک ساختمان بلند ۱۷ طبقه در پایگاه نظامی کمپ رابین در محله هاکیریا در تل آویو، اسرائیل است.
در ابتدا قرار بود این برج تنها ۱۴ طبقه داشته باشد و هیچ سکوی فرود هلیکوپتری نداشته باشد. این برج، مقر وزارت دفاع اسرائیل و دفاتر ستاد کل نیروهای دفاعی اسرائیل (ماتکال به زبان عبری) را در خود جای داده است. 
برج ماتکال در سال ۲۰۰۳ ساخته شد و در نزدیکی یکی دیگر از ساختمان‌های ارتش اسرائیل، برج مارگانیت، روبروی جاده مرکز غیرنظامی آزریلی قرار دارد. این برج و پل آزریلی که پایگاه را به ازریلی سنتر متصل می‌کند، توسط شرکت معماری مور یاسکی سیوان طراحی شده‌اند.